# Ambasada Rwandy w Warszawie

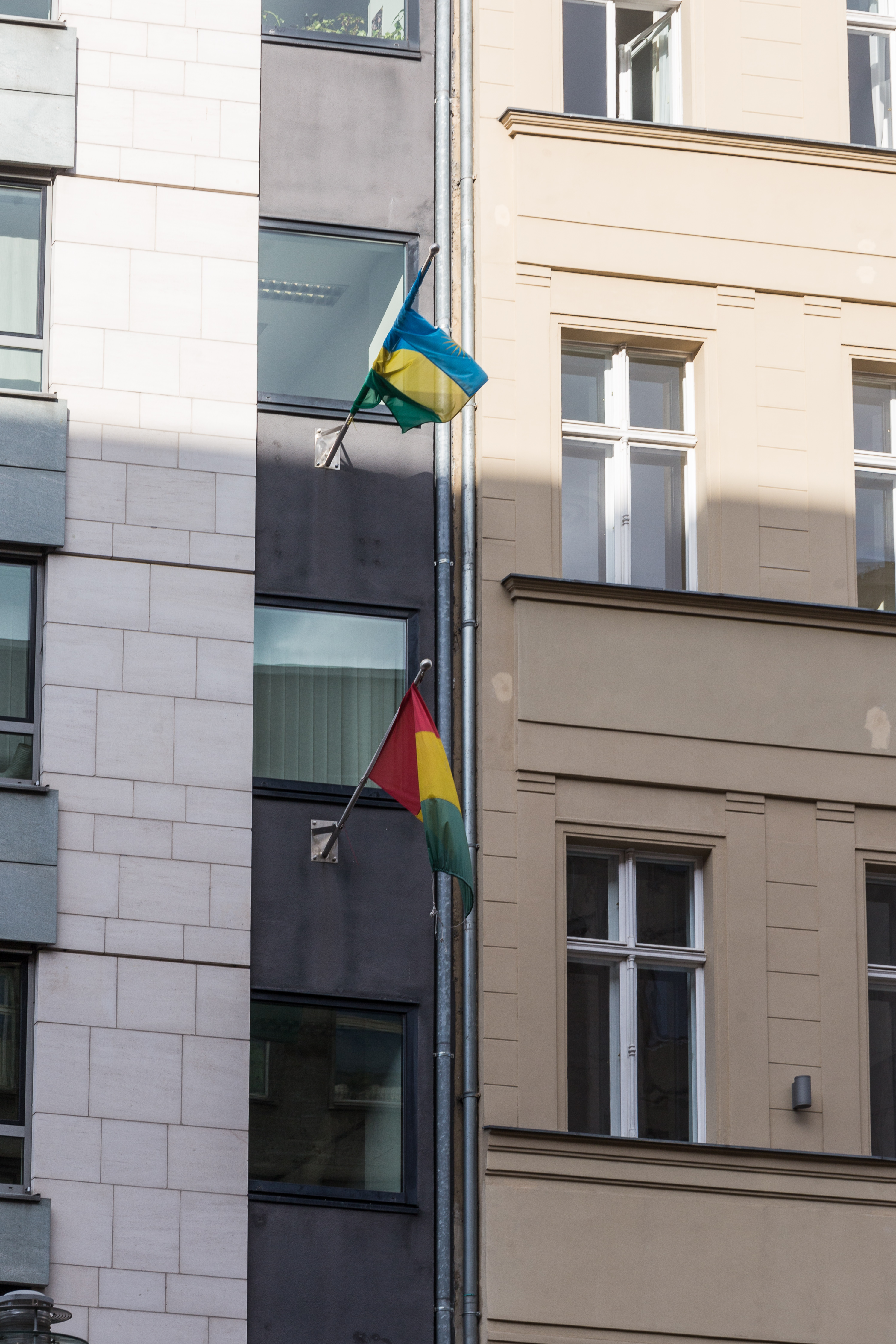
b. siedziba Ambasady Rwandy w Berlinie przy Jägerstraße 67–69 (–2021)

Ambasada Rwandy w Warszawie (ang. Embassy of the Republic of Rwanda) – misja dyplomatyczna Republiki Rwandy w Polsce. 

## Historia
Stosunki dyplomatyczne między Rwandą a Polską zostały ustanowione w 1965. 

## Siedziba
W Polsce była akredytowana ambasada Rwandy z siedzibą w Berlinie przy Jägerstraße 67–69 (–2021). W 2021 otwarto przedstawicielstwo w Warszawie przy ul. Karwińskiej 21.